# مقام أذربيجاني
مقام أو مقامات هو النوع الموسيقي الذي يعبر عن الفكرة المعقدة والتفكير العاطفي والعميق، والإثارة الفنية، وتطوير أشكال التعبير الموسيقية المختلفة.

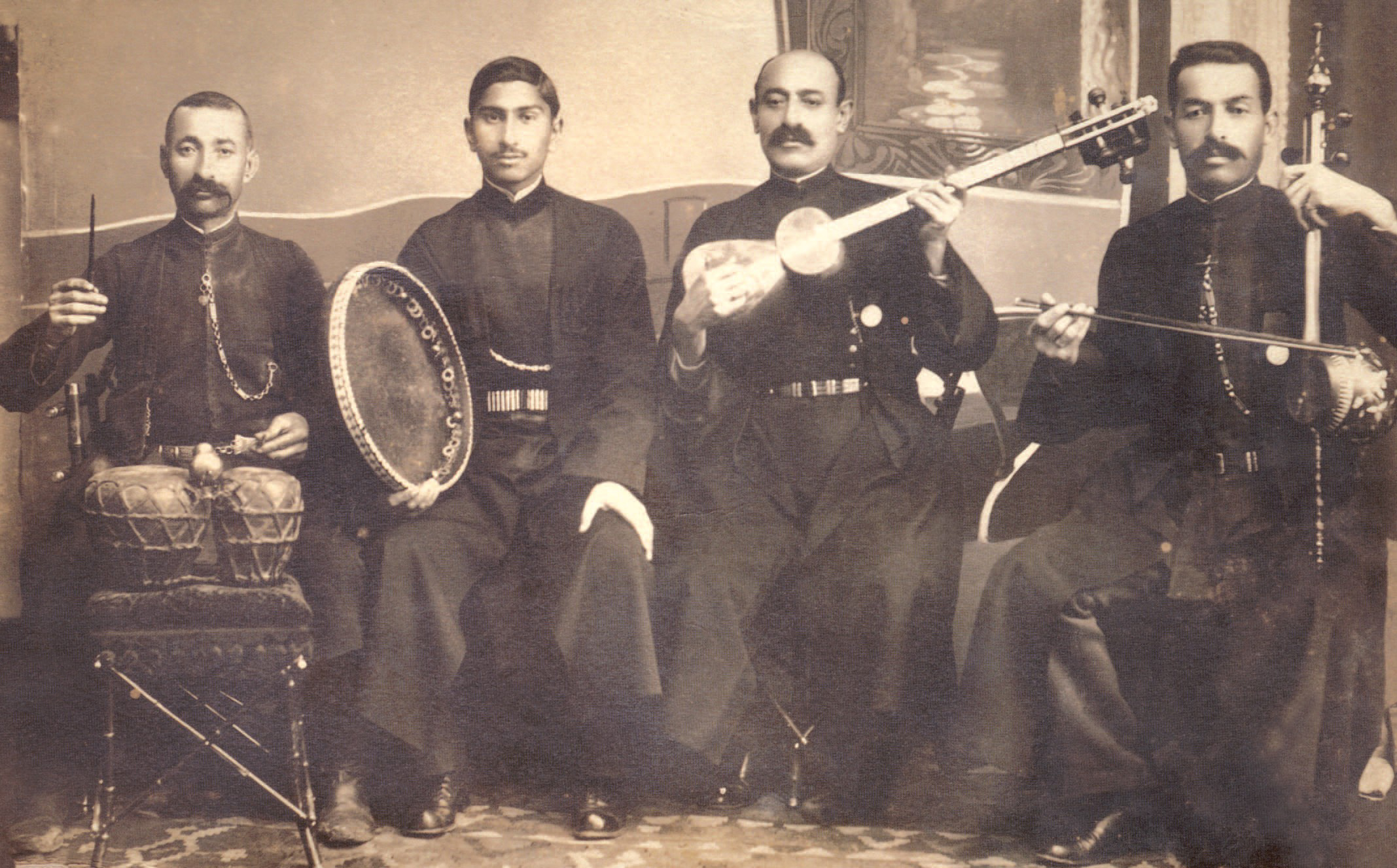
مغن سعيد شوشينسكي مع انسمبله, عام 1916

مقام تكامل وتطور وتشكل على نتيجة التطور التدريجي لقرون طويلة وعملية التطور، بدءا من العصور القديمة.
يمتد فن موسيقى المقام عبر أعماق تاريخ الشعب الأذربيجاني ويحتل مكانة مهمة في التراث الشفهي للثقافة الموسيقية الأذربيجانية.
المقام الأذربيجاني مرتبط بجذوره بأذربيجان وحدها.
وتوجد في أذربيجان 7 مقامات رئيسية و3 مقامات فرعية. المقامات الرئيسية هي راست وشور وسيكاه وجهاركاه وبياتي شيراز وشوشتر وهومايون، وأما المقامات الفرعية فهي شاهناز وسارنج والنوع الثاني من جهاركاه.
إن فرقة عزف موسيقى المقام المنتشرة ابتداء من المنتصف الثاني للقرن التاسع عشر حتى يومنا هذا تسمى ب«ثلاثية المقام». وتضم هذه الثلاثية عازفي التار والكمانجا ويرافقهما مغني المقام. أما مغني المقام فيعزف أثناء غناءه المقام على آلة الطرب الموسيقية القومية المسماة «قاوال».

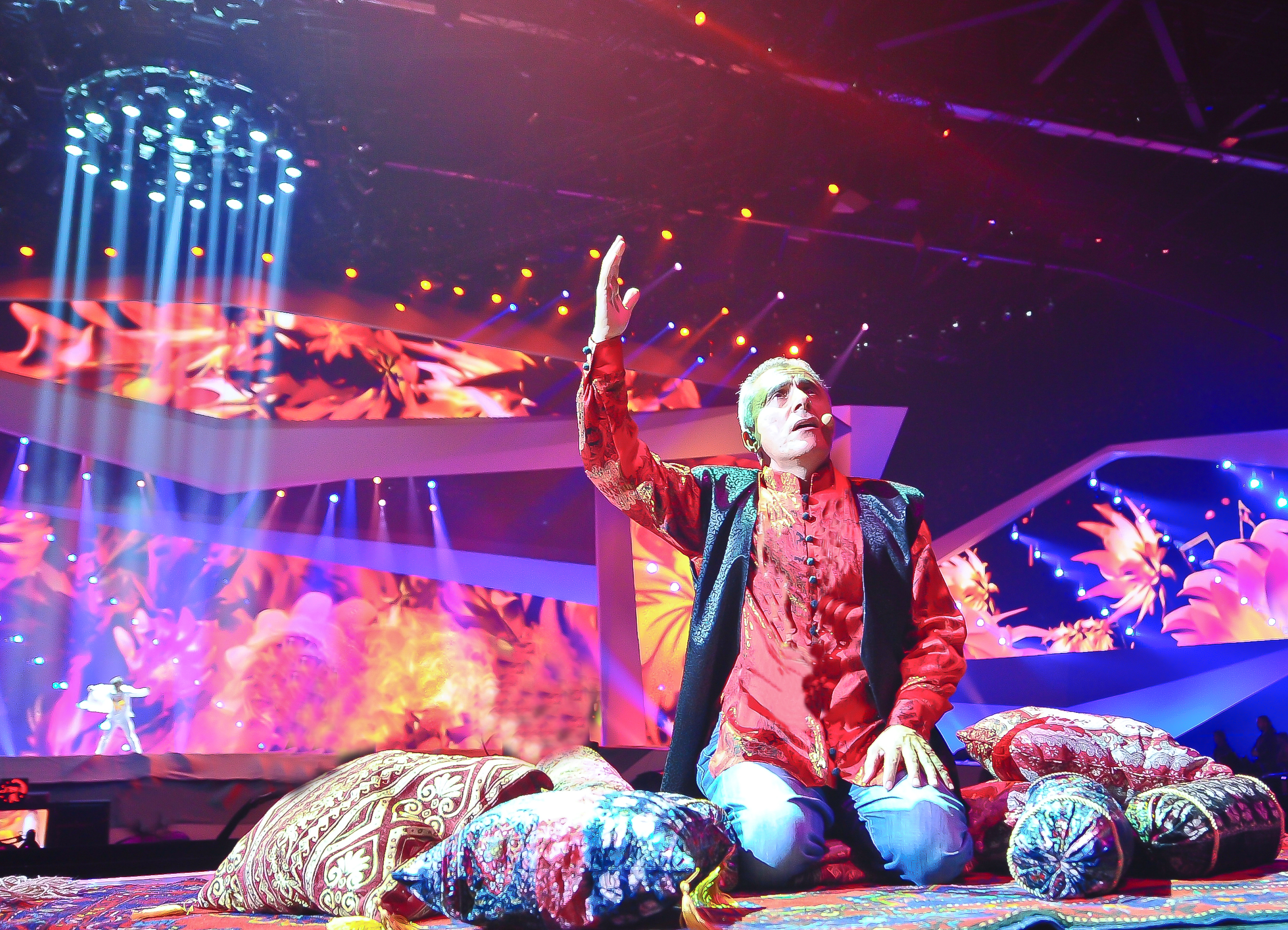
مغني عالم قاسموف

وقد أدرج فن موسيقى المقام الأذربيجاني عام 2003 ضمن القائمة التمثيلية للتراث الثقافي غير المادي للبشرية من قبل منظمة اليونسكو.

- مزار: بناء يُبنى مكان إقامة أحد الأنبياء أو الصالحين.